# Dysoxylum swaminathanianum
Dysoxylum swaminathanianum är en tvåhjärtbladig växtart som beskrevs av Anil Kumar & Sivad.. Dysoxylum swaminathanianum ingår i släktet Dysoxylum och familjen Meliaceae. Inga underarter finns listade i Catalogue of Life.